# HMS Express (H61)
HMS Express (H61) là một tàu khu trục lớp E được Hải quân Hoàng gia Anh Quốc chế tạo vào đầu những năm 1930. Trong Chiến tranh Thế giới thứ hai, nó đã phục vụ trên các mặt trận Đại Tây Dương, Viễn Đông và Singapore cho đến khi được chuyển cho Canada vào năm 1943. Được đổi tên thành HMCS Gatineau (H61), nó tiếp tục phục vụ cùng Hải quân Hoàng gia Canada cho đến khi ngừng hoạt động năm 1955 và được đánh chìm làm đê chắn sóng tại Royston, British Columbia.

## Thiết kế và chế tạo
Express có chiều dài chung 329 ft (100 m), trọng lượng choán nước 1.405 tấn Anh (1.428 t) và đạt được tốc độ tối đa 35,5 kn (65,7 km/h).Lớp tàu khu trục E có đặc tính tương tự như Lớp tàu khu trục C và D dẫn trước vào năm 1931, nhưng có dáng lườn tàu và cầu tàu được cải tiến, được bố trí ba phòng nồi hơi thay vì hai, và pháo QF 4,7 inch (120 mm) có thể nâng đến góc 40° thay vì 30° như ở lớp trước.
Express được đặt hàng vào ngày 1 tháng 11 năm 1932 trong Chương trình Chế tạo Hải quân 1931. Nó được đặt lườn vào ngày 24 tháng 3 năm 1933 tại xưởng tàu của hãng Swan Hunter ở Tyne and Wear; được hạ thủy vào ngày 29 tháng 5 năm 1934 và hoàn tất vào ngày 2 tháng 11 cùng năm với chi phí khoảng 300.000 Bảng Anh. Express cùng với tàu chị em HMS Esk được trang bị như một tàu rải mìn, với cột ăn-ten chính ba chân và sắp xếp những chiếc xuồng của chúng ở sàn trước.

## Lịch sử hoạt động

### Hoạt động rải mìn
Khi Chiến tranh Thế giới thứ hai bùng nổ vào tháng 9 năm 1939 do Đức xâm chiếm Ba Lan, Express được phân về Chi hạm đội Khu trục 20, thoạt tiên đặt căn cứ tại Portsmouth nhưng sau đó được chuyển về Immingham trên bờ biển Bắc Hải. Nó trải qua năm đầu tiên của chiến tranh rải các bãi mìn phòng thủ tại vùng biển Anh cũng như tấn công tại vùng biển đối phương cùng Chi hạm đội 20. Vào tháng 9 năm 1939, nó đưa Quận công và Nữ công tước Windsor từ Portsmouth đến Cherbourg.
Vào cuối tháng 5 năm 1940, Express cùng nhiều tàu khu trục được huy động vào việc triệt thoái Lực lượng Viễn chinh Anh khỏi Dunkirk; nó nằm trong số những tàu chiến đầu tiên đến nơi và bắt đầu đón binh lính khỏi các bãi biển. Sau đó binh lính được đón lên tàu tại cảng Dunkirk. Express cùng với tàu khu trục HMS Shikari (1919) là những con tàu cuối cùng rời Dunkirk cùng với binh lính được giải cứu khi chiến dịch triệt thoái kết thúc vào ngày 4 tháng 6. Tổng cộng nó đã giúp triệt thoái được 2.795 binh lính, bị hư hại do bom trong quá trình này, nhưng được sửa chữa vội trên đường đi để có thể tiếp tục tham gia cuộc triệt thoái.
Vào ngày 31 tháng 8 năm 1940, nó rời Immingham để rải một bãi mìn ngoài khơi bờ biển Hà Lan. Trong đêm, Express trúng phải một quả mìn, bị mất toàn bộ phần mũi tàu cho đến cầu tàu. HMS Esk và HMS Ivanhoe, đang khi tìm cách tiếp cận để trợ giúp cho Express, cũng bị trúng mìn. Express được kéo quay trở về Anh, bị tổn thất 4 sĩ quan và 55 thủy thủ; Esk và Ivanhoe bị đắm tại chỗ. Sự kiện này được đặt tên là Thảm họa Texel.

### Viễn Đông
Express quay trở lại hoạt động vào tháng 9 năm 1941 như một tàu khu trục hạm đội. Vào tháng 10, nó được lệnh hộ tống thiết giáp hạm HMS Prince of Wales đi sang Viễn Đông cùng với tàu chị em HMS Electra, nơi chúng sẽ trở thành những hạt nhân cho Hạm đội Đông với ý định răng đe sự bành trướng của Đế quốc Nhật Bản. Vào ngày 2 tháng 11, các con tàu đi đến Freetown. Chúng đi đến Cape Town vào ngày 16 tháng 11, nơi các tàu khu trục đi vào Căn cứ Hải quân Simon's Town. Chúng rời Cape Town vào ngày 18 tháng 11, và đi đến Colombo, Ceylon vào ngày 28 tháng 11, có dừng qua Mauritius và đảo san hô Addu để tiếp nhiên liệu trên đường đi.
Vào ngày 29 tháng 11, các tàu khu trục HMS Encounter và HMS Jupiter từ Hạm đội Địa Trung Hải đến gia nhập lực lượng tại Colombo, và các con tàu lên đường ngay cuối ngày hôm đó. Chúng được tháp tùng ngoài khơi bởi chiếc tàu chiến-tuần dương HMS Repulse vốn khởi hành từ Trincomalee, và lực lượng hướng đến Singapore, đến nơi vào ngày 2 tháng 12. Ngày 1 tháng 12, Bộ Hải quân Anh công bố việc Phó đô đốc Sir Tom Phillips được thăng hàm Đô đốc, và được chỉ định làm Tư lệnh Hạm đội Đông. Vài ngày sau đó, Repulse bắt đầu một chuyến đi sang Australia cùng với HMAS Vampire và HMS Tenedos, nhưng lực lượng này được gọi quay trở lại Singapore để tập trung cho những chiến dịch có thể có chống lại quân Nhật.

### Lực lượng Z tại Singapore
Sáng sớm ngày 8 tháng 12, Singapore bị máy bay Nhật Bản không kích. Prince of Wales và Repulse bắn trả bằng hỏa lực phòng không, nhưng không bắn rơi được máy bay nào và các con tàu cũng không bị thiệt hại. Sau khi nhận được tin tức về việc Trân Châu Cảng bị tấn công và lực lượng Nhật xâm chiếm Xiêm La, Lực lượng Z ra khơi lúc 17 giờ 30 phút ngày 8 tháng 12. Lực lượng Z lúc này bao gồm Prince of Wales và Repulse, được hộ tống bởi các tàu khu trục Electra, Express, Vampire và Tenedos. Đến khoảng 18 giờ 30 phút ngày 9 tháng 12, Tenedos được cho tách ra để quay trở lại Singapore do trữ lượng nhiên liệu hạn chế của nó. Đêm đó, Express trông thấy và báo cáo một pháo sáng về phía Bắc, điều này khiến lực lượng Anh phải né tránh về phía Đông Nam. Quả pháo sáng này do một máy bay Nhật nhầm lẫn thả ngay trên các con tàu của họ, và cũng khiến hạm đội Nhật quay mũi về phía Đông Bắc. Vào lúc này hai lực lượng đối đầu chỉ cách nhau khoảng 5 nmi (9,3 km).
Đến 20 giờ 55 phút, Đô đốc Phillips quyết định hủy bỏ chiến dịch, và ra lệnh cho lực lượng quay trở lại Singapore, vì đã mất yếu tố bất ngờ. Trên đường đi, chúng bị tàu ngầm I-58 phát hiện và báo cáo vị trí. Sáng hôm sau, 10 tháng 12, Phillips nhận được một báo cáo rằng quân Nhật đã đổ bộ lên Kuantan, nên Express được cho tách ra để trinh sát khu vực này, nhưng không phát hiện được gì. Xế trưa hôm đó, Prince of Wales và Repulse bị 85 máy bay ném bom Mitsubishi G3M và G4M của Hải quân Nhật đặt căn cứ tại Sài Gòn tấn công ngoài khơi Kuantan. Repulse bị đánh chìm do trúng năm quả ngư lôi chỉ trong vòng 20 phút; Prince of Wales cầm cự được thêm một giờ trước khi cũng bị đánh chìm. Electra và Vampire tiếp cận để cứu vớt những người sống sót từ chiếc Repulse, trong khi Express trợ giúp cho thủy thủ của Prince of Wales. Tổng cộng ba con tàu đã cứu được trên 1.000 người sống sót từ hai chiếc Prince of Wales và Repulse.
Nó trải qua năm 1942 tại Ấn Độ Dương trong thành phần Hạm đội Đông trước khi được gọi quay trở về nhà để tái trang bị.

### Chuyển cho Canada
Vào tháng 6 năm 1943, Express được chuyển cho Hải quân Hoàng gia Canada, được đổi tên thành HMCS Gatineau (H61), và phục vụ tại khu vực Đại Tây Dương. Nó ngừng hoạt động năm 1955 và được bán để tháo dỡ. Lườn tàu của nó cùng với nhiều chiếc khác được sử dụng để làm đê chắn sóng tại Royston, British Columbia, ở tọa độ 49°39′14,26″B 124°56′53,74″T / 49,65°B 124,93333°T. Xác tàu vẫn còn được nhìn thấy trong nhiều năm, nhưng hiện tại hầu như không còn gì.:30